# Ваноаз
Ваноаз (massif de la Vanoise) е планински масив в югоизточна Франция, в историческата област Савоя. Той е част от Грайските Алпи, но остава на запад, встрани от основното алпийско било. След масивите на Монблан и Екрен това е третата най-висока планина във Франция. Най-високият връх е Гранд Кас (3 855 м).
Масивът е затворен между долините на река Изер и нейния приток Арк, наричани Тарентез и Мориен. Проходът Изеран (2 764 м), който ги свързва, служи и за граница между Ваноаз и останалата част на Грайските Алпи. Река Дорон и притоците ѝ разделят масива на три части:
- западна, включваща хребетите Голяма дъга (2 484), Лозиер (2 829) и Шевал Ноар (2 832);
- северна, където се издига Гран Кас;
- южна с връх Дон Параше (3 695 м).

Северната и южната част са отделени от прохода Ваноаз - 2 522 м.
Изглежда, че районът е бил населен още от ранното средновековие. През ХІІІ в. се споменава селото Пралонян, което се намира в самото сърце на масива, край река Дорон. Днес районът е предпочитан за лятна и зимна почивка от хиляди туристи. Наричат го "царството на ски спорта", тъй като в полите му се намира известният курорт Вал д'Изер. В централните му части други градчета предлагат чудесни условия - Куршевел, Мерибел (които имат и летища), Ле Менюир и Вал Торон в подножието на известния връх Егюй дьо Пеше (3 561 м).
Уникалната красота на тази мощна планина съхранена чрез създадения през 1963 г. Национален парк Ваноаз.